# Irina Kasímova
Irina Nikoláyevna Kasímova –en ruso, Ирина Николаевна Касимова– (Karagandá, URSS, 9 de abril de 1971) es una deportista rusa que compitió en halterofilia.
Ganó dos medallas en el Campeonato Mundial de Halterofilia, plata en 1996 y bronce en 1998, y seis medallas en el Campeonato Europeo de Halterofilia entre los años 1994 y 2000. Participó en los Juegos Olímpicos de Sídney 2000, ocupando el sexto lugar en la categoría de 69 kg.

## Palmarés internacional
| Campeonato Mundial | Campeonato Mundial      | Campeonato Mundial | Campeonato Mundial |
| Año                | Lugar                   | Medalla            | Categoría          |
| ------------------ | ----------------------- | ------------------ | ------------------ |
| 1996               | Varsovia (Polonia)      | Medalla de plata   | 70 kg              |
| 1998               | Lahti (Finlandia)       | Medalla de bronce  | 69 kg              |
| Campeonato Europeo |                         |                    |                    |
| Año                | Lugar                   | Medalla            | Categoría          |
| 1994               | Roma (Italia)           | Medalla de bronce  | 76 kg              |
| 1995               | Beer Sheva (Israel)     | Medalla de oro     | 70 kg              |
| 1996               | Praga (República Checa) | Medalla de bronce  | 70 kg              |
| 1997               | Sevilla (España)        | Medalla de plata   | 70 kg              |
| 1999               | La Coruña (España)      | Medalla de plata   | 69 kg              |
| 2000               | Sofía (Bulgaria)        | Medalla de bronce  | 69 kg              |